# Национална библиотека
Национална библиотека е библиотека, специално предназначена от правителството на дадена държава да бъде хранилище на особено ценна информация за държавата. За разлика от публичните библиотеки, тя рядко позволява на читателите да заемат книги. Често тези библиотеки съхраняват много редки, ценни или значителни произведения.
Националните библиотеки обикновено са доста по-големи от останалите библиотеки в страната. Някои региони, които не са независими, но искат да запазят културата си, създават свои национални библиотеки с всички атрибути на подобни институции като например задължителен екземпляр.